# Burg Liptsch
Die Burg Liptsch (slowakisch Ľupčiansky hrad) ist eine Burg in der Slowakei. Sie befindet sich oberhalb der Gemeinde Slovenská Ľupča im oberen Grantal, etwa zehn Kilometer östlich von Banská Bystrica entfernt.

## Geschichte

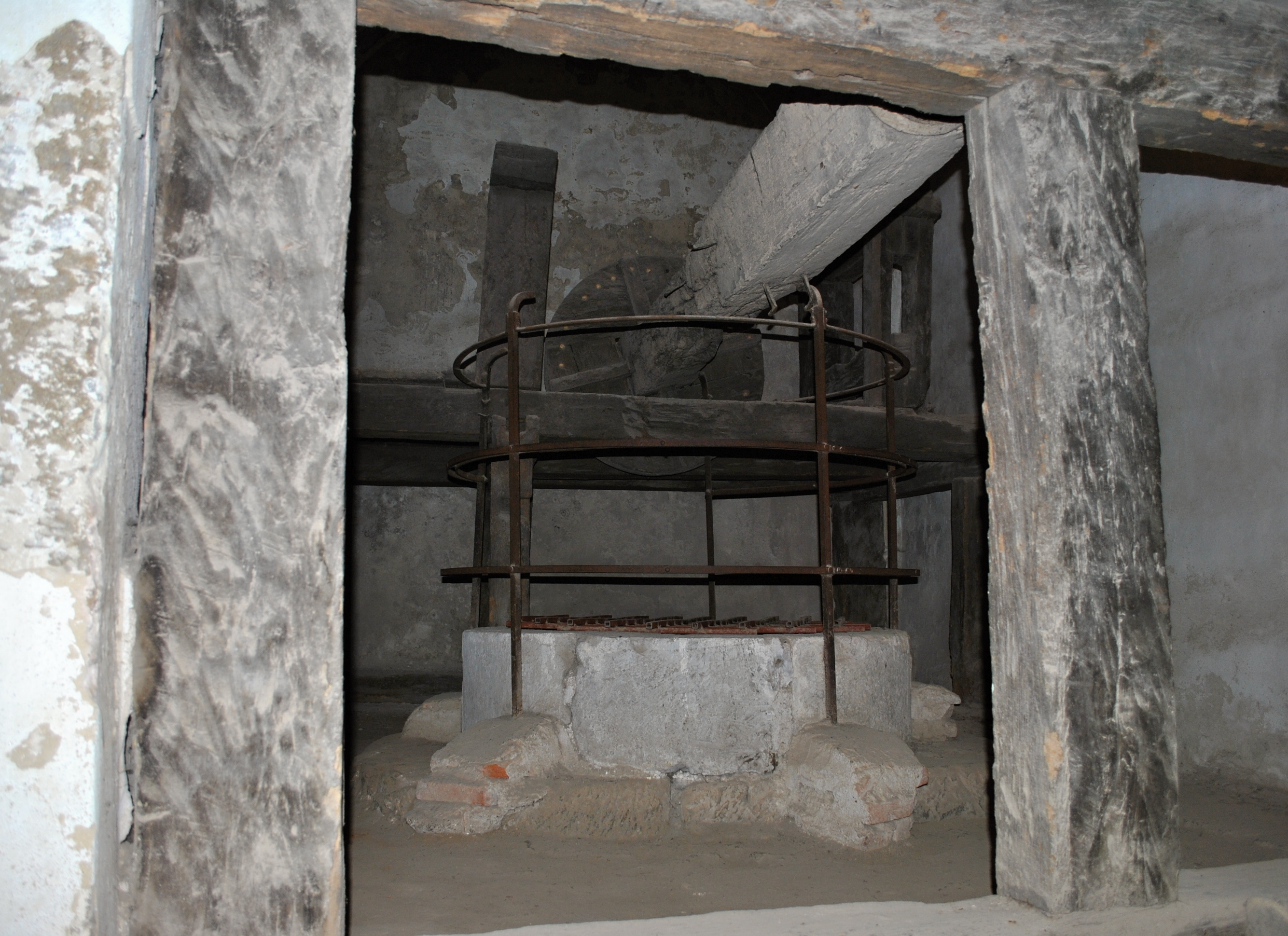
Burgbrunnen

Die Burg wurde während der Regierungszeit des ungarischen Königs Béla IV. gebaut, kurz nach dem Mongolensturm und wurde zum ersten Mal 1250 als Liptza schriftlich erwähnt. Im Zusammenhang mit der Gründung der Stadt Neusohl steht auf einer Urkunde aus dem Jahr 1255 nova villa Bystriciensis prope Lipche. Im Mittelalter war die Burg stets im königlichen Besitz, wenngleich diese Tatsache nicht immer respektiert wurde (siehe Matthäus Csák und Ungarische Kleinkönigtümer). Insbesondere während der Jagd hielten sich Könige in der Burg auf, zum Beispiel Karl Robert von Anjou und Ludwig der Große.
Nach einem Erdbeben im Jahr 1443, das die Burg stark beschädigte, wurde sie erneuert und erweitert, gegen Mitte des 15. Jahrhunderts musste man mit den Angriffen der Hussiten rechnen. 1490 kam die Anlage an das Geschlecht Dóczy, das für willkürliches Verhalten gegen Bergbaustädte oder niederen Adel bekannt war. Aus diesem Grund wurde die Burg im Jahr 1531 beschlagnahmt und der Neusohler Kammer gegeben. Durch eine Pacht kam 1572 ein reicher Kremnitzer Bürger namens Paul Rubigall zur Verwaltung der Burg Liptsch und ließ sie weiter ausbauen, unter anderem wegen vorrückenden Türken aus besetzten ungarischen Gebieten. Nach Pauls Tod ließ sich der polnische Adlige Gaszpar Tribel in der Burg nieder.
Das 17. Jahrhundert war durch ständische Aufstände gegen die Habsburger geprägt, dennoch konnten erst Aufständische von Emmerich Thököly die Burg für sich für einige Zeit einnehmen. In der Mitte des 17. Jahrhunderts kam die Anlage zum Geschlecht Széchy: durch eine Heirat mit Mária Széchy, genannt „Venus von Muran“, kam die Burg in die Hände von Franz Wesselényi, dem Palatin von Ungarn. Wegen seiner Beteiligung an der Magnatenverschwörung (entdeckt kurz nach Wesselényis Tod im Jahr 1667) wurde die Burg konfisziert und ab diesem Zeitpunkt durch Kastellane verwaltet.
1703 eroberte ein Heer von Franz II. Rákóczi die Burg, 1707 kam sie zum König zurück. Die Bedeutung verfiel langsam, im 18. Jahrhundert war die Burg Standort eines Gefängnisses, während die Verwaltung in bequemere Landschlösser umzog. Nach dem Ende der Leibeigenschaft im Jahr 1848 wurde 1873 hier ein Waisenhaus untergebracht, das noch bis zur Mitte des 20. Jahrhunderts bestand, zusätzlich zu einer Schule und Erziehungsanstalt. Während des Slowakischen Nationalaufstandes wurden hier Kriegsgefangene interniert, die Nutzung nach dem Ende des Zweiten Weltkrieges war vielfältig: Lehranstalt, Wohltätigkeitsorganisation, Standort für den Sozialistischen Jugendbund in den 1980er Jahren sowie Regionales Denkmalamt in den 1990er Jahren.
Ende 2002 erwarb das Unternehmen Železiarne Podbrezová, a. s. die Burg, die einen großen Umbau durchführte. Heute ist die Burg im Juli und August täglich außer montags zugänglich, außer der Hochsaison nur nach vorheriger Anmeldung. Außerdem finden hier Hochzeiten und verschiedene Veranstaltungen statt.

## Dies und das
Im Burgareal wächst eine Sommerlinde, deren Alter auf 700 Jahre geschätzt wird und den Namen Korvínova lipa trägt.